# Marian Mikołajczyk (chemik)
Marian Mikołajczyk (ur. 7 grudnia 1937 w Kłodawie) – polski uczony, profesor nauk chemicznych, dyrektor Centrum Badań Molekularnych i Makromolekularnych PAN (1991-2007), członek rzeczywisty Polskiej Akademii Nauk.

## Życiorys
W 1959 ukończył studia na Politechnice Łódzkiej, w latach 1960–1963 pracował na macierzystej uczelni, jako asystent w Instytucie Chemii Organicznej. W 1963 obronił pracę doktorską. W latach 1963–1967 pracował w Zakładzie Syntezy Organicznej PAN w Łodzi jako adiunkt. W 1967 otrzymał na Politechnice Łódzkiej stopień doktora habilitowanego. W latach 1967–1972 pracował w Instytucie Chemii Organicznej PAN w Łodzi jako docent, od 1972 w nowo powstałym Centrum Badań Molekularnych i Makromolekularnych PAN (CBMiM), gdzie w latach 1972–2000 kierował Zakładem Organicznych Związków Siarki, w latach 1973–1987 Środowiskowym Laboratorium Technik Stroboskopowych, od 1984 do 1990 był wicedyrektorem, a w latach 1991–2007 dyrektorem CBMiM, równocześnie w latach 2001–2007 kierował Zakładem Chemii Heteroorganicznej. W latach 1968–1969 jako stypendysta Towarzystwa Maxa Plancka, pracował w Instytucie Medycyny Doświadczalnej w Getyndze.  W 1974 został profesorem nadzwyczajnym, w 1982 profesorem zwyczajnym.
W latach 1981–1983 był zastępcą sekretarza naukowego Wydziału III Nauk Matematycznych, Fizycznych i Chemicznych PAN, w 1991 został członkiem korespondentem, w 2002 członkiem rzeczywistym PAN. W latach 1993–1997 był sekretarzem naukowym, a w latach 1999–2006 dyrektorem Oddziału PAN w Łodzi. Pełniąc obowiązki prezesa Oddziału PAN w Łodzi doprowadził do utworzenia Centrum Biologii Medycznej PAN.
W 1990 został członkiem Niemieckiej Akademii Przyrodników Leopoldina. Jest także członkiem Polskiego Towarzystwa Chemicznego (od 1963) i Niemieckiego Towarzystwa Chemicznego (od 2000). Członek międzynarodowej komisji ds. niszczenia broni chemicznej.
W latach 1975–2006 był członkiem Centralnej Komisji do Spraw Stopni i Tytułów.
Jest autorem ponad 440 prac i 23 patentów z zakresu chemii i stereochemii związków fosforo- i siarkoorganicznych.

## Odznaczenia i wyróżnienia
- Krzyż Kawalerski Orderu Odrodzenia Polski[2].
- 1981: Medal Stanisława Kostaneckiego[5].
- 1985 i 2006: Nagroda Miasta Łodzi[3].
- 1996: Krzyż Oficerski Orderu Odrodzenia Polski[6].
- 1997: Nagroda Humboldta[1][2].
- 2002: Nagroda Marii Skłodowskiej-Curie i Wilhelma Klemma Niemieckiego i Polskiego Towarzystwa Chemicznego[7]
- 2001: Medal Jędrzeja Śniadeckiego[5].
- 2002: doktorat honoris causa Uniwersytetu Tuluza III – Paul Sabatier[2].
- 2002: Krzyż Komandorski Orderu Odrodzenia Polski[8].
- 2003: doktorat honoris causa Politechniki Łódzkiej[9]